# Prostygarctus aculeatus
Genre
Espèce
Prostygarctus aculeatus, unique représentant du genre Prostygarctus, est une espèce de tardigrades de la famille des Stygarctidae. 

## Distribution
Cette espèce est endémique du Portugal. Elle a été découverte à Esposende et observée à Sagres sur des plages de l'océan Atlantique.

## Description
La femelle holotype mesure 171 µm dont  132 µm pour le corps.

## Publication originale
- Rubal, Veiga, Fontoura, Sousa-Pinto, 2013 : A new intertidal arthrotardigrade, Prostygarctus aculeatus gen. nov., sp. nov. Journal of Limnology, vol. 72, no s1, p. 8-14 (texte intégral).